# 내부 페이지랭크
내부 페이지랭크(Internal PageRank)는 내 웹사이트의 웹페이지 A에서 웹페이지 B로 내부 링크를 걸어 링크 주스를 나눠 주는 방법이다. 오프페이지 SEO(Off Page SEO)가 아닌 온페이지 SEO(On-page SEO) 방식으로 화이트햇 SEO 중에 하나라고 할 수 있다.
구글 검색엔진최적화(SEO: search engine optimization)에서 기존 페이지랭크는 월드 와이드 웹처럼 하이퍼링크 구조를 가지는 문서에 상대적 중요도에 따라 가중치를 부여하는 방법이며, 웹사이트 페이지의 중요도를 측정하기 위해 구글 검색에 쓰이는 알고리즘이다.

## 내부 페이지랭크(Internal PageRank) 방식

내부페이지 랭크 점수를 나눠주는 방식

페이지랭크 점수는 단순 계산 했을 때 15%의 손실이 발생한다고 가정할 수 있으며, 1~5점(이보다 정교한 수학 공식)의 점수가 있다고 가정했을 때 각각의 내부 페이지랭크를 나눠 줘서 구글 첫페이지에 다른 웹사이트로부터 백링크를 받지 못한 사이트의 검색 순위를 높일 수 있다.

## 기존 백링크를 받지 못한 웹페이지 검색 결과 상위 노출 전략
외부로부터 백링크를 받아 구글검색결과페이지(SERP:Search Engine Result Page)에 상위 랭크된 페이지를 신규 발행했거나 상위에 노출 시키고 싶은 페이지에 점수를 나눠줄 수 있다.
내부 페이지랭크 조각은 유저 인터페이스와 사용자 인터페이스가 잘 갖춰진 랜딩 페이지에서 잘 작동하며, 내부 링크를 건 기존의 A 웹페이지의 페이지랭크가 낮은 경우 내부 페이지랭크를 받은 B 웹페이지는 페이지랭크 점수가 올라가지 않는다.
1. ↑  “Improve internal linking for SEO: Calculate Internal PageRank”. 2023년 10월 23일. 2023년 11월 5일에 확인함.